# 67085 Оппенгеймер
67085 Оппенгеймер (67085 Oppenheimer) — астероїд головного поясу, відкритий 4 січня 2000 року.
Тіссеранів параметр щодо Юпітера — 3,532.